# Лејтам (Илиноис)
Лејтам (енгл. Latham) град је у америчкој савезној држави Илиноис.

## Демографија
По попису из 2010. године број становника је 380, што је 9 (2,4%) становника више него 2000. године.
| Група             | 2000.       | 2010.       |
| Белци             | 370 (99,7%) | 375 (98,7%) |
| Афроамериканци    | 0 (0,0%)    | 0 (0,0%)    |
| Азијати           | 0 (0,0%)    | 0 (0,0%)    |
| Хиспаноамериканци | 0 (0,0%)    | 1 (0,3%)    |
| Укупно            | 371         | 380         |